# Omphaletis suffusa
Omphaletis suffusa là một loài bướm đêm trong họ Noctuidae.